# Peter Facinelli
Peter Facinelli (* 26. listopadu 1973 Queens, New York) je americký herec. Peter proslul roku 2008 rolí Dr. Carlislea Cullena ve filmu Stmívání.

## Osobní život
Narodil se v Queensu jako syn italských přistěhovalců Bruny (hospodyně) a Pierina (číšník) Facinelliových. Hereckého vzdělání se mu dostalo na Atlantic Theater Company Acting School v New Yorku.
Roku 1996 potkal svou první manželku Jennie Garth (Kelly - Beverly Hills 902 10) na natáčení filmu An Unfinished Affair. Brali se roku 2001 a mají spolu 3 dcery: Luca Bella (* 30. červen 1997), Lola Ray (6. prosinec 2002) a Fiona Eve (* 30. září 2006).
13. března 2012 oznámili, že se budou rozvádět. Rozvedeni byli v roce 2013.
5. září 2022 se mu s přítelkyní Lily Anne Harrison narodil syn Jack Cooper Facinelli.

## Filmografie
- Countdown (2019)
- The Absinthe Drinkers(2012) Lucciola
- The Twilight Saga: Breaking Dawn - Part 2(2012) Dr. Carlisle Cullen
- Loosies(2012) Bobby
- The Twilight Saga: Breaking Dawn - Part 1(2011) Dr. Carlisle Cullen
- The Twilight Saga: Eclipse (Zatmění) (2010) ... Dr. Carlisle Cullen
- Nurse Jackie (2009) - Dr. Fitch "Coop" Cooper
- The Twilight Saga: New Moon (Nový měsíc) (2009) ... Dr. Carlisle Cullen
- Twilight (Stmívání) (2008) ... Dr. Carlisle Cullen
- Finding Amanda (2008) ... Greg
- Damages (2007) ... Gregory Malina
- Thicker (2007) ... Holloway
- ARC (2007) ... Paris Pritchert
- Lily (2007) ... The Man
- Insatiable (2007)... Sandy
- The Lather Effect (2006) ... Danny
- Touch the Top of the World ... Erik Weihenmayer
- Enemies (2006) ... Sean Graham
- Hollow Man 2 (2006) ... Det. Frank Turner
- American Dad (2006) ... Miles
- Chloe (2005) ...
- Enfants terribles (2005) ... Curtis
- Six Feet Under (2004-2005) ... Jimmy
- Fastlane (2002) ... Van Ray
- The Scorpion King (2002) ... Takmet
- Riding in Cars with Boys (2001) ... Tommy Butcher
- Tempted (2001) ... Jimmy Mulate
- Rennie's Landing (2001) ... Alec Nichols
- Honest (2000) ... Daniel Wheaton
- Ropewalk (2000) ... Charlie
- Supernova (2000) ... Karl Larson
- Blue Ridge Fall (1999) ... Danny Shepherd
- The Big Kahuna (1999) ... Bob Walker
- Telling You (1998) ... Phil Fazzulo
- Can't Hardly Wait (1998) ... Mike Dexter
- Dancer, Texas Pop. 81 (1998) ... Terrell Lee Lusk
- Touch Me (1997) ... Bail
- Calm at Sunset (1996) ... James Pfeiffer
- After Jimmy (1996) ... Jimmy Stapp
- Foxfire (1996) ... Ethan Bixby
- An Unfinished Affair (1996) ... Rick Connor
- The Price of Love (1995) ... Brett
- Law & Order (1995) ... Shane Sutter
- Angela (1995) ... Lucifer